# بارزة (اسم)
بَارِزَة هو اسم علم مؤنث من أصل عربي، وجاء الاسم على صيغة الفاعل، ومعناه هو التامة العقل والرأية والظاهرة والعفيفة الطاهرة الخلق والنابهة والظاهرة، اللامعة، الواضحة.